# Centurión (película)
Centurión es una película de acción británica del año 2010, dirigida por Neil Marshall, basada en la leyenda de la masacre de la Novena Legión en Caledonia a principios del siglo II d. C.. La película está protagonizada por Michael Fassbender, Olga Kurylenko y Dominic West.

## Argumento
Comienza en el año 117 d. C., la narración se abre con un soldado romano huyendo a través de un paisaje cubierto de nieve, diciendo; "Mi nombre es Quintus Dias. Soy un soldado de Roma, y este no es ni el principio ni el final de mi historia."
Los romanos no han podido conquistar plenamente las islas británicas, encontrándose la resistencia más feroz en el norte, y los pictos de Alba están participando en una campaña de guerrillas contra los fuertes romanos a lo largo de la línea Glenblocker y la Gask Ridge en la frontera sur de las Highlands. En Pinnata Castra, los pictos emboscaron y destruyeron toda la guarnición, tomando sólo un sobreviviente para ser interrogado, el centurión Quintus Dias, porque Dias puede hablar la lengua picta. Hecho prisionero por Vortix, Dias es llevado con el rey picto Gorlacon quien ha unido a las tribus del norte; Dias es interrogado brutalmente en presencia del hijo del líder, que es forzado a verlo, aunque luego Dias escapa a pie, aún atado y perseguido.
Cneo Julio Agrícola, el gobernador romano de Britannia, quiere obtener el favor del senado romano, con la esperanza de asegurar un traslado de regreso a las comodidades de Roma. Se envía a la Novena Legión, al mando del general Titus Flavius Virilus, para erradicar la amenaza picta y le provee de una exploradora brigante llamada Etain. A medida que la legión marcha al norte se encuentran con Dias y lo rescatan de tres de los hombres de Gorlacon. Dias le dice a Virilus de su encuentro con Gorlacon y el general descubre que el padre de Dias era un gladiador famoso a quien había visto pelear. Dias se hace amigo de dos oficiales romanos, un veterano llamado Bothos y un soldado romano joven llamado Thax.
La guía colaboradora Etain traiciona a la legión con Gorlacon, el líder de la resistencia, dirigiéndolos a una emboscada en un bosque oscuro, una trampa donde son aniquilados al ser atacados por los dos flancos. El general es capturado, mientras Dias, Bothos y Thax sobreviven junto con otros cuatro soldados, quedaron atrapados entre los cuerpos de los muertos: "Brick"; dos legionarios greco-romanos llamados Macros y Leonidas; y Tarak, un cocinero de la región del Hindu Kush.
Mientras tanto y como la guerrera Etain está al servicio de los pictos, a Virilus le cuentan en su cautiverio la historia de Etain: su padre fue ejecutado, su madre violada y asesinada por los soldados romanos, quienes luego la violaron varias veces y cortaron la lengua, para que ella no le diga a nadie algo malo sobre la invasión de Roma. Más tarde, fue encontrada por los pictos, fue entrenada como cazadora y rastreadora, y luego enviada a los romanos para engañarlos.
El grupo siete romanos se propone rescatar al general Virilus al norte en las montañas y, después de un viaje de pocos días, lo encuentran y se cuelan en el anochecer al campamento de los bárbaros. Al no poder romper sus cadenas que lo sujetan a una piedra de sacrificios, les ordena dejarlo y volver a territorio romano. Mientras se retiran, Thax oculto en una choza de la aldea mata al joven hijo de Gorlacon, para evitar que con sus gemidos pueda alertar a los guardias y recupera el casco de Virilus.
A la mañana siguiente, el general Virilus, se enfrenta a Gorlacon, quien explica que las cadenas de hierro eran frágiles para separarlas y que sus aspirantes a rescatadores, deberían haberlas destrozado con un hacha en lugar de hacer palanca suelta con una lanza. A continuación se le da una espada al general Virilus e hizo un duelo con Etain, quien lo mata con su lanza.
Los siete planean viajar al norte (que está lejos de territorio romano) para quitar a los pictos de su camino, que los buscan al sur, luego dirigirse al oeste y luego al sur. Mientras tanto, Etain, Aeron, Vortix y un destacamento de siete guerreros pictos son enviados para matarlos. Después de varios días de búsqueda consiguen alcanzar a los fugitivos, que saltan desde un acantilado a un río. Tarak, el cocinero, es alcanzado por flechas pistas antes de que pueda saltar, Macros y Thax se separan de los demás y ven a un lobo cerca. Dias y Brick lanzan un ataque nocturno contra el campamento enemigo, matando a dos hombres e hiriendo gravemente a un tercero, pero no pueden encontrar a Etain. Dias se entera de la muerte del hijo de Gorlacon, y que el rey ha jurado venganza sobre sus cabezas. Etain está ausente ya que ha puesto en marcha su propio ataque contra el campamento de los romanos. Dias y Brick regresan a su campamento, sólo para descubrir que Leonidas ha sido asesinado y Bothos herido.
Macros y Thax están huyendo de una manada de lobos. Thax cae, con los lobos cerca, y grita a su compañero en busca de ayuda. Macros vuelve a ayudarlo y Thax corta los isquiotibiales de Macros para evitar que él siga, lo que le permite a Thax escapar, mientras que los lobos atacan y devoran a Macros. Dias, Bothos y Brick encuentran una cabaña en el bosque, donde se hacen amigos de Arianne, una exiliada picto acusada de brujería. Ella los protege, proporciona alimento y atención médica. Cuando Etain llega al día siguiente, Arianne se enfrenta a ella, mientras los romanos se esconden en su tienda de grano bajo las tablas del suelo. A la mañana siguiente dejan a Arianne, quien les proporciona alimentos suficientes para viajar a una guarnición romana cerca.
Ellos encuentran la guarnición abandonada, una orden fijada a un poste dice que las tropas romanas se han retirado al sur, por órdenes del emperador Adriano. Como ven a Etain y su grupo de pictos aproximándose, establecen una posición defensiva dentro de la fortaleza. Bothos mata a Vortix y a una mujer guerrera, Dias mata a dos pictos, y Brick mata a Aeron y al último guerrero picto; sin embargo, antes de que los pictos sean derrotados, Brick es asesinado por una lanza arrojada por la guerrera Etain, a quien Dias finalmente mata.
Dias y Bothos continúan hacia el sur y se reúnen con Thax. Al llegar al Muro de Adriano, el cual comienza su construcción, Thax (con el miedo de que Dias reportará sus acciones), sería castigado, amenaza con matar a Dias y luchan, con Dias matando a Thax. Bothos, cabalgando alegremente hacia los romanos, es confundido con un picto y asaeteado por un arquero. Cuando Dias entra en el campo informa al gobernador Agrícola, quien se preocupa de que las noticias de la aniquilación de la legión podría causar que otras tribus se levantaran contra ellos. Él también tiene miedo de su registro que está siendo manchado por un fracaso militar, afectaría su carrera política, y decide que el destino de la Novena Legión debe seguir siendo un misterio y Dias debe ser muerto. 
Dias se arregla para frustrar el atentado contra su vida, a pesar de que es malherido en el muslo durante el altercado, y la hija de Agrícola le dice que es demasiado riesgo. Él se escapa del campo y vuelve con la bruja Arianne en el bosque. A medida que el debilitado Dias se encuentra en sus brazos por la corriente, él y Arianne se besan. La película termina con Quintus Dias ajustando la narrativa de la línea de apertura de la película...
"Mi nombre es Quintus Dias. Soy un fugitivo de Roma, y este no es ni el principio ni el final de mi historia."

## Elenco
- Michael Fassbender como Quintus Dias, un centurión. Su padre fue Scipio Dias, un reconocido y más tarde liberado gladiador. Anteriormente el segundo al mando en la guarnición Inchtuthil, Quintus es el único superviviente de la fortaleza y el único romano que escapa del rey Gorlacon. Quintus se une a la marcha de la Novena Legión en Caledonia y más tarde va a ser traicionado por el gobernador Agrícola.
- Olga Kurylenko como Etain, una guerrera, exploradora, cazadora y rastreadora de la tribu de los Brigantes.
- Dominic West como Titus Flavius Virilus, el general de la Novena Legión.
- Liam Cunningham como Ubriculius ("Brick"), un soldado veterano de la Novena Legión.
- David Morrissey como Bothos, un oficial veterano de la Novena Legión.
- JJ Feild como Thax, un oficial de la Novena Legión.
- Ulrich Thomsen como Gorlacon, el líder de los pictos.
- Noel Clarke como Macros, un refugiado de Numidia y un legionario de la segunda cohorte de la Novena Legión.
- Riz Ahmed como Tarak, un cocinero de la Novena Legión.
- Dimitri Leonidas como Leonidas, un legionario greco-romano de la Novena Legión.
- Dave Legeno como Vortix, un poderoso guerrero picto.
- Axelle Carolyn como Aeron, una arquero picto.
- Imogen Poots como Arianne, una exiliada picto que forma una relación con Quintus Dias.
- Paul Freeman como Cneo Julio Agrícola, gobernador romano de Britannia.
- Rachael Stirling como Druzilla, la hija del gobernador Agrícola.
- Michael Carter como Antoninus.
- Tom Mannion como Tesio.
- Peter Guinness como Cassius.
- Lee Ross como Septus.
- Jake Maskall como Argos.
- Eoin Macken como Achivir.